# Wolmirsleben
Wolmirsleben é um município da Alemanha, situado no distrito de Salzland, no estado de Saxônia-Anhalt. Tem 16,90 km² de área, e sua população em 2019 foi estimada em 1.310 habitantes.